# Bomolocha uniformis
Bomolocha uniformis är en fjärilsart som beskrevs av George Francis Hampson 1891. Bomolocha uniformis ingår i släktet Bomolocha och familjen nattflyn. Inga underarter finns listade i Catalogue of Life.